# Bình Thuận, Tây Sơn
Bình Thuận là một xã thuộc huyện Tây Sơn, tỉnh Bình Định, Việt Nam.
Xã Bình Thuận có diện tích 41,04 km², dân số năm 1999 là 7775 người, mật độ dân số đạt 189 người/km².

## Hành chính
Xã Bình Thuận được chia thành 5 thôn: Hòa Mỹ, Thuận Hiệp, Thuận Hạnh, Thuận Nhứt, Thuận Truyền.